# Ефремов, Алексей Григорьевич
Алексей Григорьевич Ефремов (? — 16 мая 1864, Санкт-Петербург, Российская империя) —русский артист, оперный певец (бас).

## Биография
Пению обучался у Э. Бьянки в Петербургском театральном училище, по окончании в 1821 был принят в труппу петербургского Большого театра, где выступал до 1841 года. Обладал красивым и сильным голосом.
1-й исполнитель многих ролей. Среди партий: Полкан («Добрыня Никитич, или Страшный замок»), Темучин («Жар-птица, или Приключения Ивана царевича»), Хазар («Светлана, или Сто лет в один день»), Гримальди («Пиемонтские горы, или Взорвание Чортова моста»), Колло («Женевьева Брабантская»), Еремкин («Принужденная женитьба»); Радимов («Хлопотун, или Дело мастера боится» на текст Писарева и музыку Алябьева и Верстовского), Алексей («Аскольдова могила»); Оранский («Фаниска»), Тулла Гостиллия («Гораций и Куриаций»), Дон Базилио («Севильский цирюльник» Дж. Россини), Куно («Вольный стрелок»), Беппо («Фра-Дьяволо, или Гостиница в Террачине»), Илья-богатырь («Илья-богатырь»), Андраш.
Партнеры: А. И. Иванова, С. В. Каратыгина, Г. Климовский, Е. М. Лебедева, В. М. Самойлов, Е. Сандунова, Н. Семенова, В. Шемаев, М. Щепкин, Е. В. Рыкалова (Марсель).
Пел под управлением Катерино Кавоса.